# Panther De Ville
El Panther De Ville es un vehículo de lujo neoclásico producido por el fabricante británico Panther Westwinds, de 1974 a 1985. El De Ville fue concebido por Robert Jankel basado en los diseños de la década de 1930 para atraer al gusto de los nuevos clientes ricos, incluidos el cantante Elton John y el actor Oliver Reed. El De Ville está claramente inspirado en el Bugatti T41 "Royale". Sin embargo, el De Ville no era una réplica precisa del original, sino una interpretación muy libre de este vehículo. 
Alrededor de 60 ejemplares del De Ville fueron construidos a mano, incluidos once descapotables de dos puertas (durante muchos años, fue el automóvil de producción más caro de Gran Bretaña), y una limusina de seis puertas rosa y dorada. Actualmente está en Disney París la versión de 101 dálmatas (1996) y en Disneyland Resort, el coche usado en la película Cruella de 2021.

## Tecnología
El De Ville descansaba en un chasis que Panther había desarrollado especialmente para este vehículo. La tecnología de accionamiento provino en gran parte de Jaguar Cars. Eso se aplicaba tanto al motor como a la transmisión automática y otros componentes. El De Ville con marco tubular utilizaba un motor de seis cilindros en línea de 4.2 litros o un motor V12 de 5.3 litros. Sin embargo, el seis cilindros fue mucho más utilizado. El uso de la tecnología Jaguar requirió una protuberancia visible en el lado derecho del capó, lo que perjudicó su apariencia, pero era inevitable en términos de la carcasa del motor.
Con una distancia entre ejes de 142 pulgadas (3606,8 mm) la mayoría de los modelos De Ville se fabricaron como sedanes de cuatro puertas. También hubo ejemplares individuales que se construyeron como un cupé de dos puertas y un descapotable. El compartimento de pasajeros del sedán de cuatro puertas fue tomado del Austin 1800 "Landcrab" ; Esto se puede ver desde las amplias puertas que eran características de este modelo (y algunos otros derivados). En contraste, las puertas del cupé provenían del Jaguar XJC. Las líneas de las alas y los grandes faros delanteros del De Ville fueron diseñados para imitar el Bugatti Royale.
El Panther De Ville estaba equipado con suspensión trasera independiente de Jaguar, dirección asistida y transmisión automática, por lo que era un automóvil fácil de conducir y bastante rápido, aunque la mala aerodinámica tendía a mantener baja la velocidad máxima. Los interiores eran lujosos y a menudo presentaban televisores y bares de bebidas. Las puertas del De Ville eran del auto familiar BMC 1800 .
El Panther De Ville fue pintado a mano por Alexander Mitchell.

## Difusión
Entre 1974 y 1985 se hicieron un total de 60 unidades del De Ville, 46 de ellas como sedanes y 11 como descapotables. Un ejemplar se hizo en 1984 como un sedán extendido de seis puertas; El cliente era un príncipe de Malasia.
Un Panther De Ville se utilizó en la película de acción real de Disney 101 Dálmatas y 102 Dálmatas de 1996 como el auto de Cruella de Vil. El motor Jaguar en el automóvil fue reemplazado por un V8 Chevrolet de bloque pequeño.

## Galería

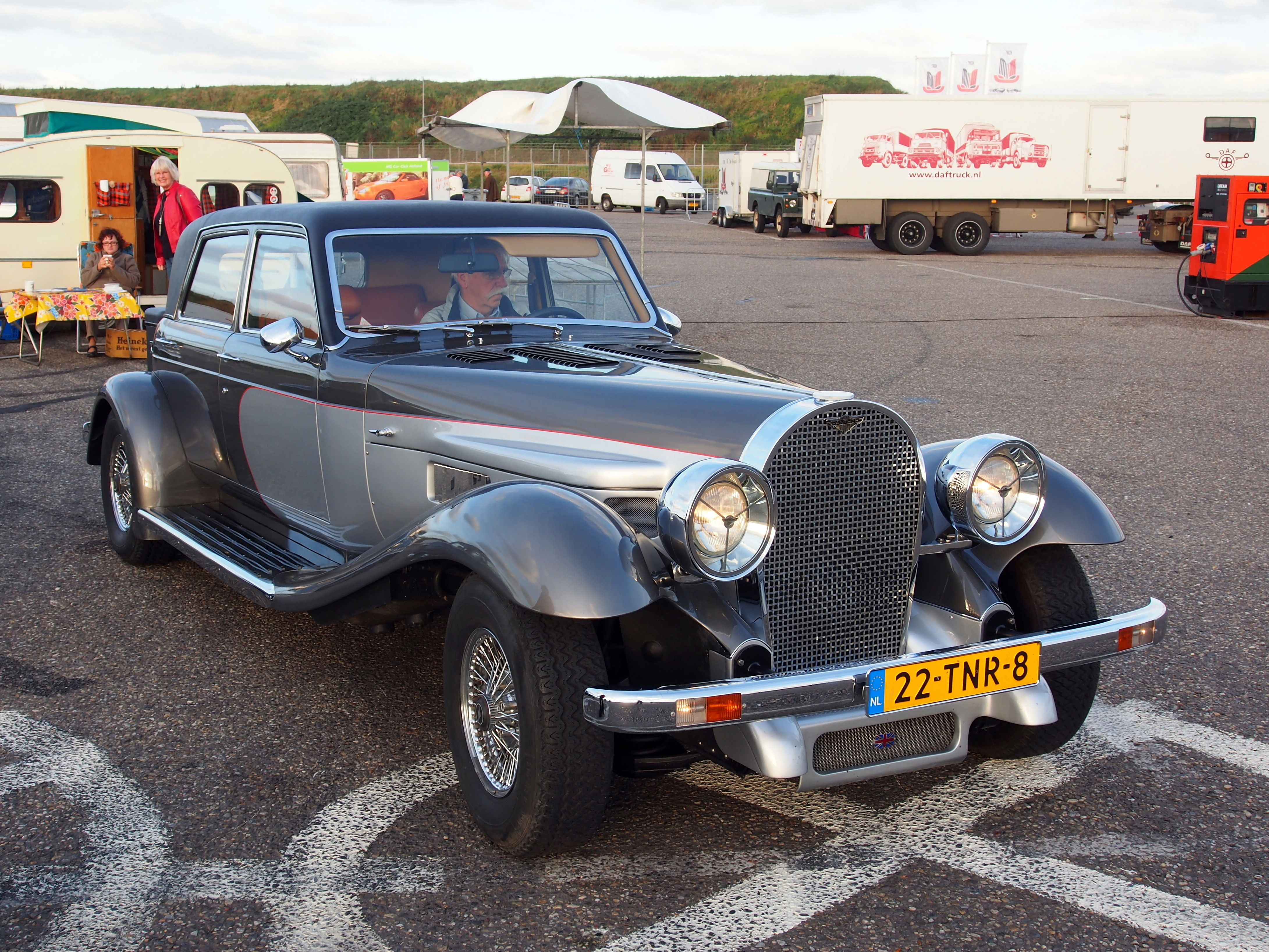
Copia del Bugatti: rejilla del radiador en forma de herradura
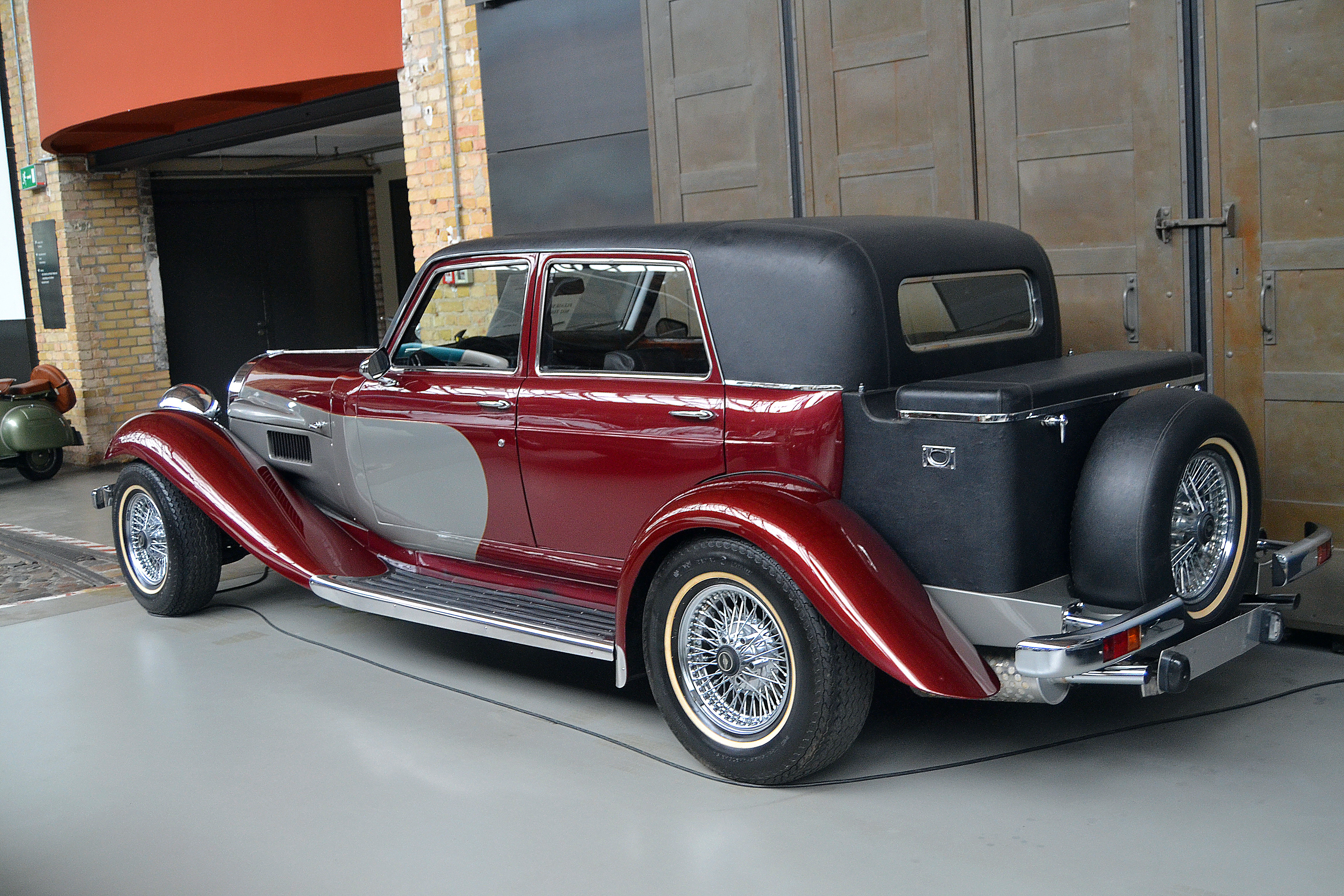
Heckansicht des Saloon
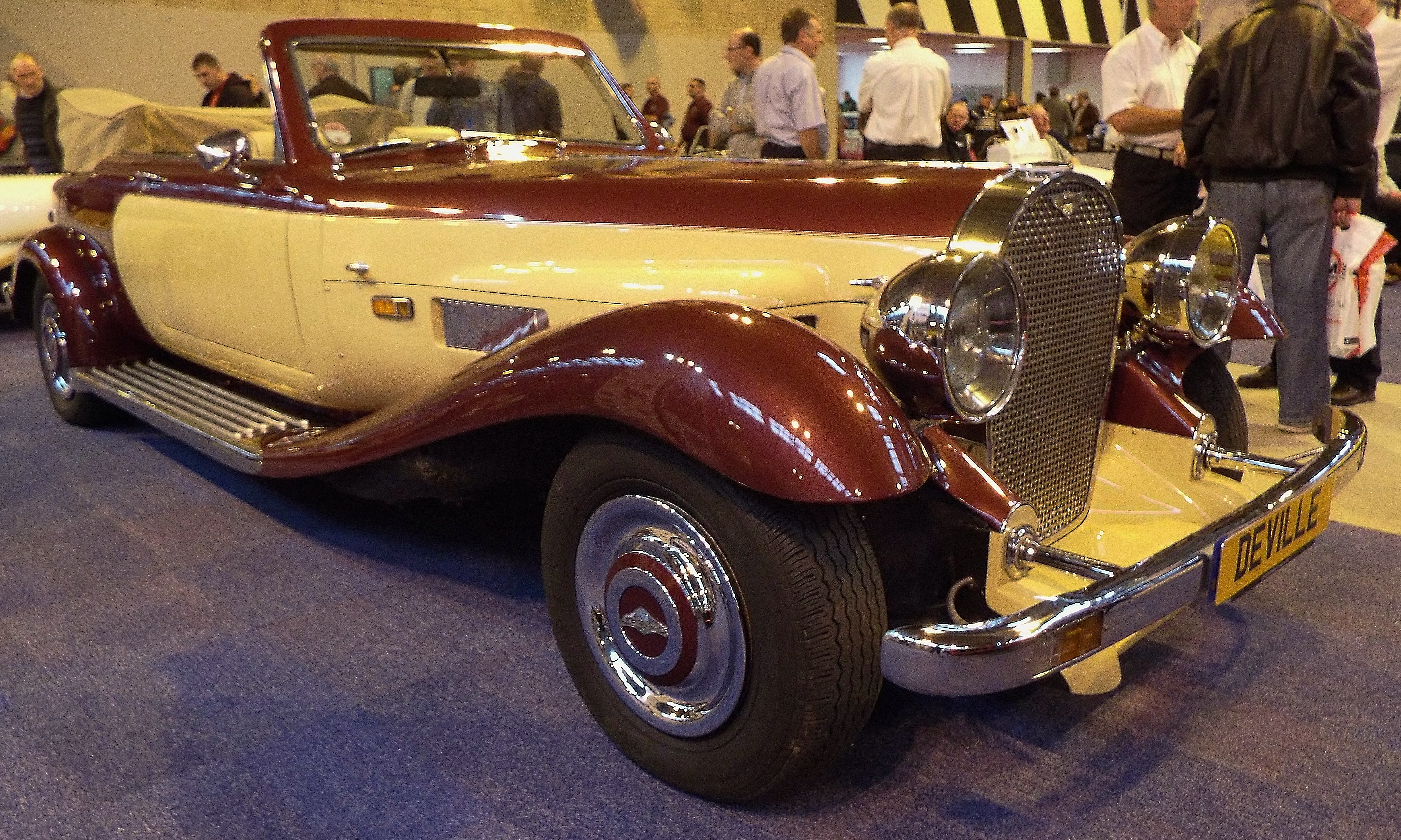
De Ville convertible
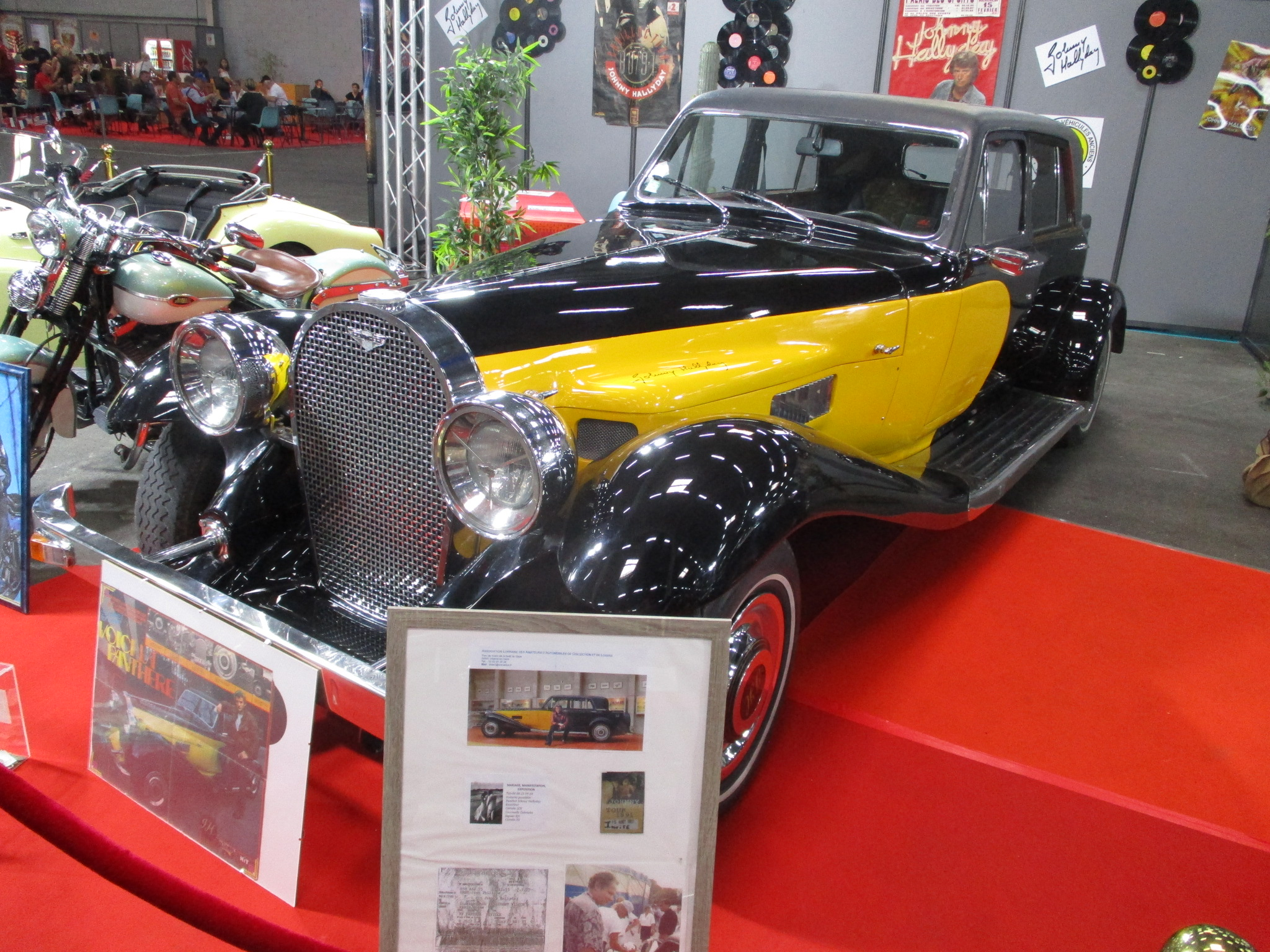
Panther De Ville personalizado para Johnny Hallyday
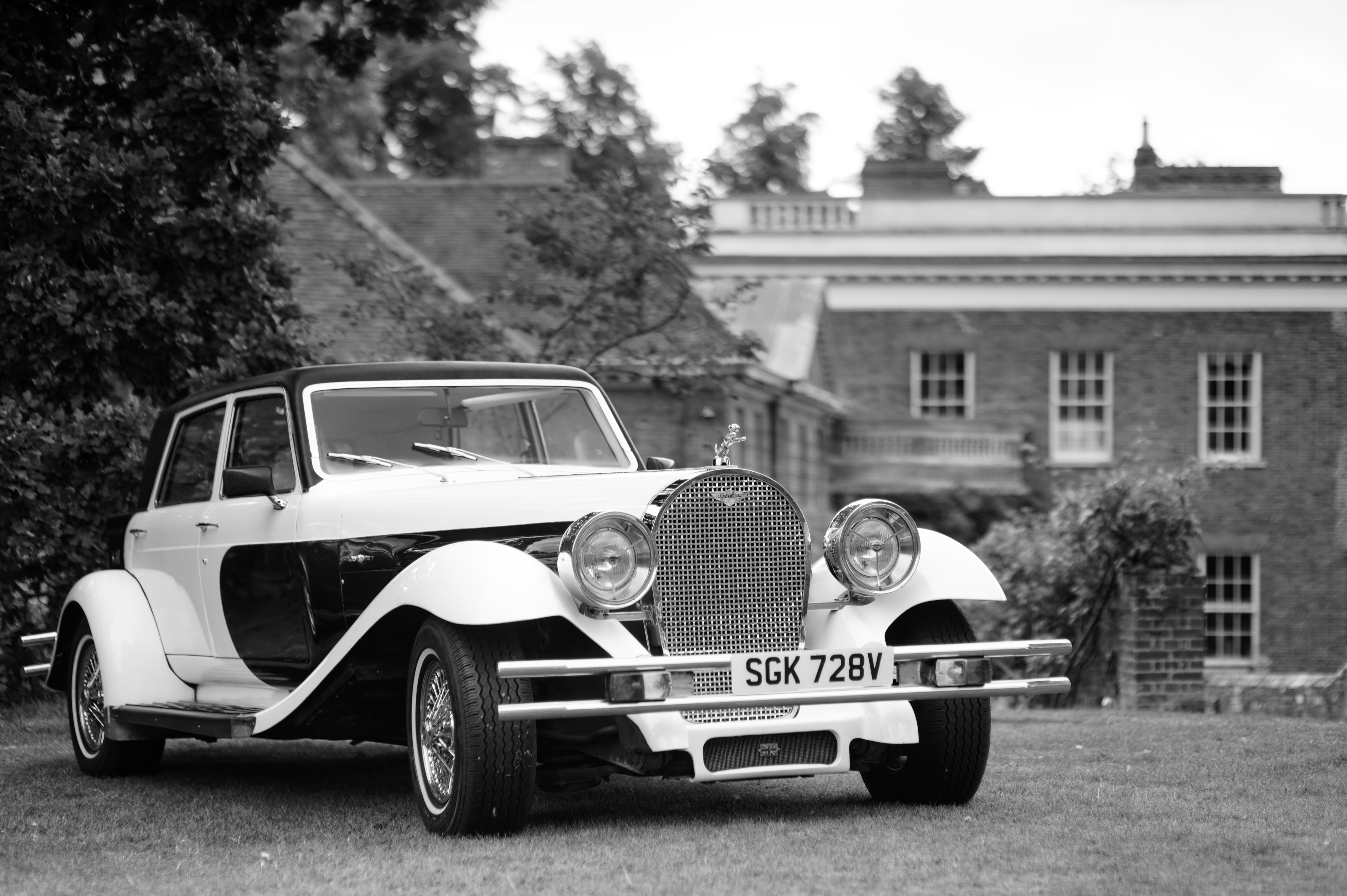
Exposición de Vehículos Clásicos y Vintage del Castillo Hedingham, 2016
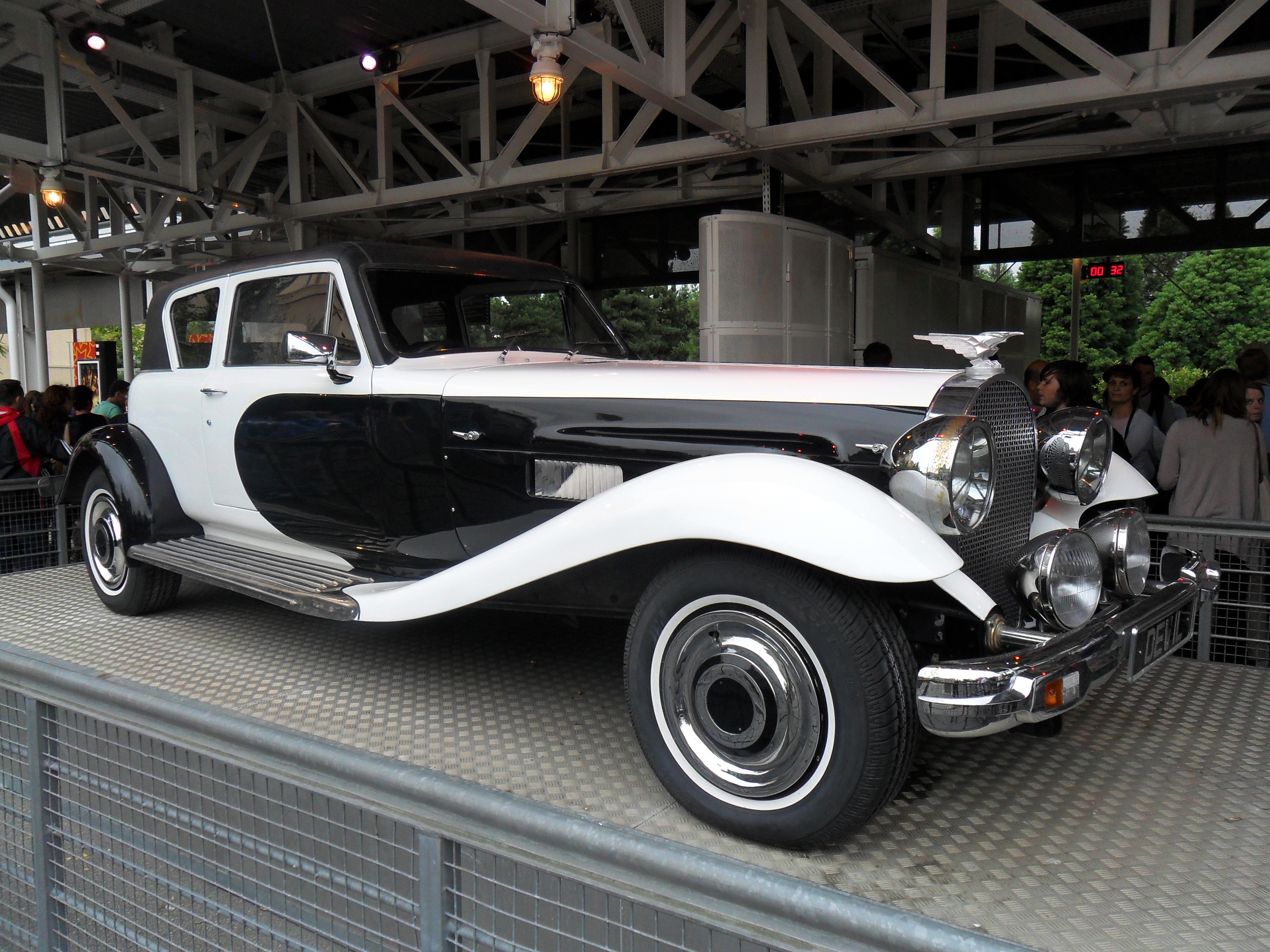
El Panther De Ville personalizado conducido por Cruella De Vil en las películas 101 dálmatas y 102 dálmatas.
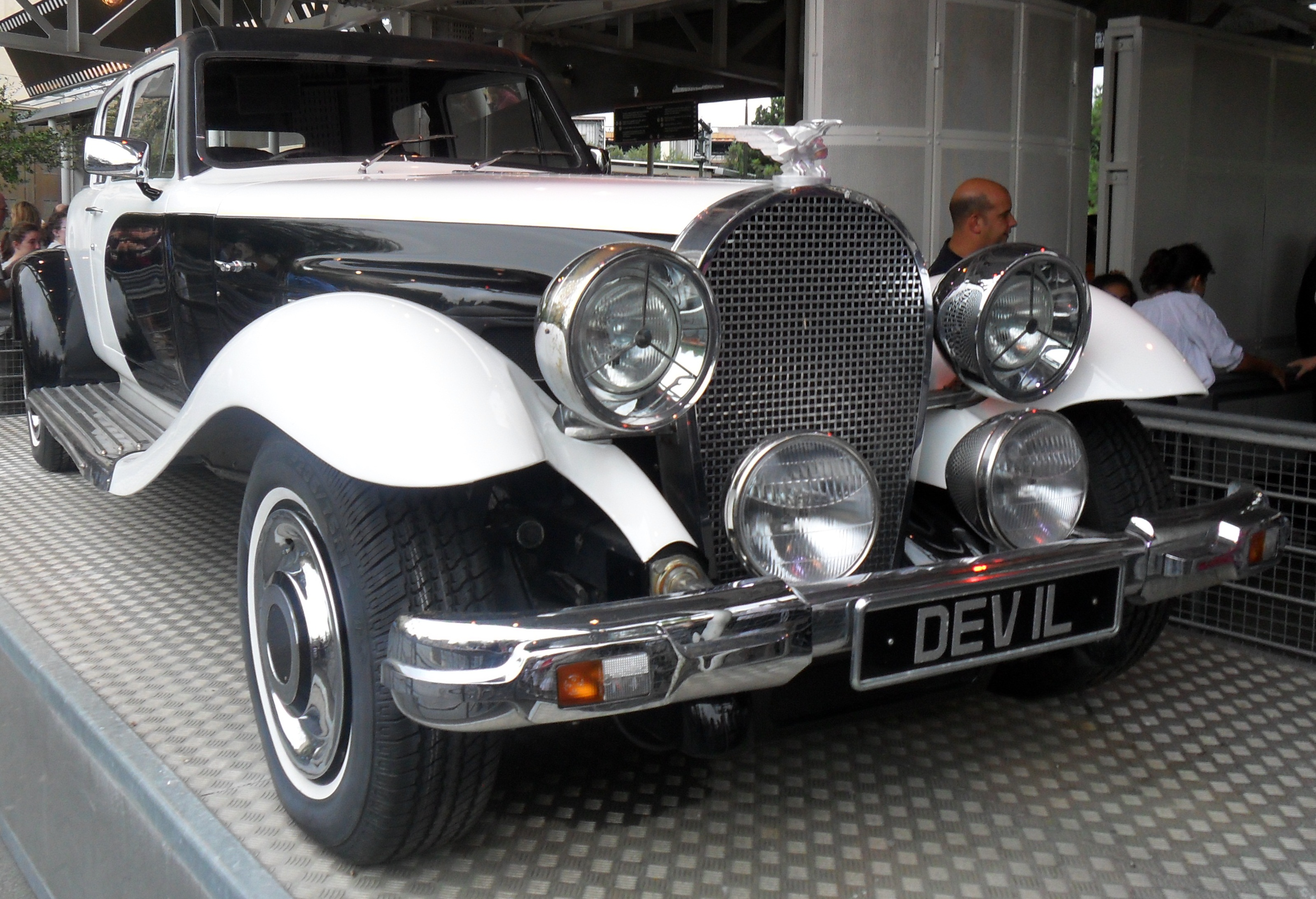
Detalle del Panther De Ville personalizado para las películas 101 dálmatas y 102 dálmatas.